# Speke
Speke är en stadsdel i södra Liverpool, i distriktet Liverpool, i grevskapet Merseyside, Storbritannien. Speke var en civil parish 1866–1932 när blev den en del av Liverpool. Civil parish hade 384 invånare år 1931. Den finns med i Domesday Book under namnet Spec, som är fornengelska och betyder snårskog. 
Speke var ända fram till 1930-talet en by. Liverpools kommun köpte marken efter familjen Watts dödsbo 1928 med avsikten att bygga en självförsörjande trädgårdsstad. Befolkningen ökat på tjugo år från omkring 400 till 25 000 invånare. 
Speke Airport var Storbritanniens näst mest använda flygplats under andra världskriget. Efter kriget ställdes den om för civil användning, men då det dröjde fram till 1951 innan den öppnade igen fick den inte samma ställning som civil flygplats. Flygplatsen bytte 2001 namn till Liverpool John Lennon Airport.